# Soto-Uke
Die Soto-Uke (外受け) ist im Karate eine Blocktechnik für den mittleren Körperbereich (Chūdan) mit dem Unterarm. „Soto“ ist japanisch für „außen“ oder „äußere“, „uke“ bedeutet „Abwehr“.

## Ausführung
Der Karateka macht eine seitliche Ausholbewegung von außen nach innen mit der Außenseite des Unterarms. Dieser wird Richtung Körpermitte gedreht und im letzten Moment zusätzlich eingedreht. Durch diesen Impuls soll der gegnerische angreifende Arm weggeschlagen werden.